# سیارک ۲۶۶۳۴
سیارک ۲۶۶۳۴ (به انگلیسی: 26634 Balasubramanian، نامگذاری:2000HX51)۲۶۶۳۴مین سیارک کشف شده‌است که در ۲۹ آوریل ۲۰۰۰ کشف شد.